# Blokadnyj dnevnik
Blokadnyj dnevnik (russisk: Блокадный дневник) er en russisk spillefilm fra 2021 af Andrej Zajtsev.

## Medvirkende
- Olga Ozollapinja som Olga
- Sergej Drejden
- Andrej Sjibarsjin
- Darja Rumjantseva
- Aleksandra Granina